# Deghdzut
Deghdzut (in armeno Դեղձուտ?, fino al 1967 Yamanchali) è un comune dell'Armenia di 922 abitanti (2008) della provincia di Ararat.